# فرانو ملينار
فرانو ملينار (30 مارس 1992 بفاراجدين في كرواتيا - ) هو لاعب كرة قدم كرواتي في مركز الوسط. شارك مع منتخب كرواتيا تحت 17 سنة لكرة القدم ومنتخب كرواتيا تحت 19 سنة لكرة القدم ومنتخب كرواتيا تحت 21 سنة لكرة القدم. أما مع النوادي، فقد لعب مع نادي آراو ونادي أودينيزي ونادي دينامو زغرب ونادي غرناطة ونادي لوكوموتيفا ونادي أنتر زابرشيتش.

## روابط خارجية
- فرانو ملينار على موقع اتحاد كرواتيا (الكرواتية)
- فرانو ملينار على موقع قاعدة بيانات كرة القدم.إي يو (الإنجليزية)
- فرانو ملينار على موقع Soccerway.com (الإنجليزية)
- فرانو ملينار على موقع عالم كرة القدم.نت (الإنجليزية)